# Helcyra chionippe
Helcyra chionippe är en fjärilsart som beskrevs av Felder 1860. Helcyra chionippe ingår i släktet Helcyra och familjen praktfjärilar. Inga underarter finns listade i Catalogue of Life.